# Rocca d'Arce
Rocca d'Arce é uma comuna italiana da região do Lácio, província de Frosinone, com cerca de 1.031 habitantes. Estende-se por uma área de 11 km², tendo uma densidade populacional de 94 hab/km². Faz fronteira com Arce, Colfelice, Fontana Liri, Roccasecca, Santopadre.

## Demografia
| Variação demográfica do município entre 1861 e 2011                               |
|                                                                                   |
| Fonte: Istituto Nazionale di Statistica (ISTAT) - Elaboração gráfica da Wikipedia |